# ماتیاس فولتس
ماتیاس فولتس (آلمانی: Matthias Volz; ۴ مهٔ ۱۹۱۰ – ۲۶ اوت ۲۰۰۴) ژیمناست هنری اهل آلمان بود.